# Enrico Colantoni
Enrico Colantoni (Toronto, 14 febbraio 1963) è un attore canadese.

## Biografia
Colantoni nasce a Toronto figlio di immigrati abruzzesi emigrati da Santa Maria del Ponte, frazione del comune di Tione degli Abruzzi (AQ). Ha frequentato l'Università di Toronto dove ha studiato psicologia e sociologia ed in seguito l'Accademia Americana di Arti Drammatiche a New York. Si è laureato alla scuola di recitazione di Yale vincendo un Carol Dye Award.
Ha partecipato alla sitcom Just Shoot Me!, interpretando il donnaiolo fotografo di moda Elliot Di Mauro. Ha interpretato, dal 2004 al 2007, il ruolo di Keith Mars nella serie televisiva Veronica Mars. Ha inoltre ricoperto ruoli secondari in film come The Wrong Guy, Galaxy Quest e A.I. - Intelligenza artificiale; ed è inoltre apparso in Detective Monk con Tony Shalhoub e in Stargate SG-1 con Richard Dean Anderson. Ha avuto il ruolo del boss mafioso Carl Elias nella serie televisiva Person of Interest e ha interpretato il sergente Gregory Parker nella serie televisiva canadese Flashpoint, conclusasi il 13 dicembre 2012. Inoltre ha interpretato Dad nel film TV "Under the Christmas tree" (Il mio Albero del cuore) del 2021.

## Vita privata
Dal 1997 al 2004 è stato sposato con Nancy Snyder. Dal 2011 invece è sposato con Rosanna Francioni. Ha due figlie.
Ha con l'Italia un rapporto stretto: parla italiano e vi si reca almeno una volta l'anno per vedere i suoi genitori, dopo che essi hanno deciso di tornarci ad abitare.

## Filmografia

### Cinema
- Money Train, regia di Joseph Ruben (1995)
- The Wrong Guy, regia di David Steinberg (1997)
- Stigmate (Stigmata), regia di Rupert Wainwright (1999)
- Galaxy Quest, regia di Dean Parisot (1999)
- A.I. - Intelligenza artificiale (A.I. Artificial Intelligence), regia di Steven Spielberg (2001)
- Soldifacili.com (The First $20 Million Is Always the Hardest), regia di Mick Jackson (2002)
- Full Frontal, regia di Steven Soderbergh (2002)
- Homeland Security (My Mom's New Boyfriend), regia di George Gallo (2008)
- The Chaperone, regia Stephen Herek (2011)
- Contagion, regia di Steven Soderbergh (2011)
- Veronica Mars - Il film (Veronica Mars), regia di Rob Thomas (2014)
- Un amico straordinario (A Beautiful Day in the Neighborhood), regia di Marielle Heller (2019)
- Kill Chain - Uccisioni a catena (Kill Chain), regia di Ken Sanzel (2019)
- Feel the Beat, regia di Elissa Down (2020)
- Humane, regia di Caitlin Cronenberg (2024)

### Televisione
- Venerdì 13 (Friday the 13th: The Series) – serie TV, episodio 1x09 (1987)
- Law & Order - I due volti della giustizia (Law & Order) – serie TV, episodio 4x14 (1994)
- New York Undercover – serie TV, episodio 1x06 (1994)
- NYPD - New York Police Department (NYPD Blue) – serie TV, episodi 2x08-2x09 (1994-1995)
- Hope & Gloria – serie TV, 35 episodi (1995-1996)
- La pazza vita della signora Hunter (Life's Work) – serie TV, episodio 1x15 (1997)
- Just Shoot Me! – serie TV, 149 episodi (1997-2003)
- Il gemello perfetto (Cloned), regia di Douglas Barr – film TV (1997)
- Céline, regia di Jeff Woolnough – film TV (2008)
- Una famiglia del terzo tipo (3rd Rock from the Sun) – serie TV, episodio 5x19 (2000)
- Oltre i limiti (The Outer Limits) – serie TV, episodio 7x08 (2001)
- James Dean - La storia vera (James Dean), regia di Mark Rydell – film TV (2001)
- Missing (1-800-Missing) – serie TV, episodio 1x13 (2003)
- Stargate SG-1 – serie TV, episodio 7x12 (2003)
- Veronica Mars – serie TV, 64 episodi (2004-2007)
- Century City – serie TV, episodio 1x05 (2004)
- Detective Monk (Monk) - serie TV, episodio 3x07 (2004)
- CSI - Scena del crimine (CSI: Crime Scene Investigation) – serie TV, episodio 7x22 (2007)
- Numb3rs – serie TV, episodio 4x10 (2007)
- Flashpoint – serie TV, 75 episodi (2008-2012)
- Brothers & Sisters - Segreti di famiglia (Brothers & Sisters) – serie TV, episodio 2x12 (2008)
- Bones – serie TV, episodio 6x09 (2010)
- The Kennedys – miniserie TV, 3 episodi (2011)
- Person of Interest – serie TV, 23 episodi (2011-2016)
- Cracked – serie TV, episodio 1x02 (2013)
- Malibu Country – serie TV, episodio 1x16 (2013)
- Warehouse 13 – serie TV, episodio 4x13 (2013)
- Hot in Cleveland – serie TV, episodio 4x22 (2013)
- House of Versace, regia di Sara Sugarman – film TV (2013)
- Remedy – serie TV, 20 episodi (2014-2015)
- The Mysteries of Laura – serie TV, episodi 1x01-2x04-2x13 (2014)
- Republic of Doyle – serie TV, episodio 6x03 (2014)
- iZombie – serie TV, episodi 2x14-2x17-4x10 (2016-2018)
- Powers – serie TV, 4 episodi (2016)
- American Gothic – serie TV, 4 episodi (2016)
- Madam Secretary – serie TV, episodio 3x17 (2017)
- Bad Blood – serie TV, 5 episodi (2017)
- Travelers – serie TV, 5 episodi (2017)
- The Good Fight – serie TV, episodi 2x12-2x13 (2018)
- Westworld - Dove tutto è concesso (Westworld) – serie TV, episodi 3x05-3x07-3x08 (2020)
- Private Eyes - serie TV, episodio 5x06

### Videogiochi
- Indiana Jones e l'antico cerchio (2024); versione originale

## Doppiatori italiani
Nelle versioni in italiano delle opere in cui ha recitato, Enrico Colantoni è stato doppiato da:
- Mino Caprio in Hope & Gloria, Galaxy Quest, CSI - Scena del crimine, Person of Interest, Veronica Mars - Il film
- Pasquale Anselmo in The Kennedys, The Mysteries of Laura, Stargate SG-1, Private Eyes
- Massimo Lodolo in Veronica Mars, Homeland Security, iZombie
- Gaetano Varcasia in NYPD - New York Police Department, Full Frontal
- Gianluca Machelli in American Gothic, Westworld - Dove tutto è concesso
- Antonio Palumbo in Powers, Bad Blood
- Raffaele Palmieri in Kill Chain - Uccisioni a catena, Feel the Beat
- Stefano De Sando in Detective Monk
- Gianni Bersanetti in Flashpoint
- Fabrizio Temperini in Brothers & Sisters
- Enzo Avolio in Bones
- Sergio Di Giulio in Law & Order - I due volti della giustizia
- Franco Mannella in James Dean - La storia vera, Humane
- Carlo Cosolo in Contagion
- Lucio Saccone in Warehouse 13
- Dario Oppido in Travelers
- Stefano Benassi in The Good Fight
- Saverio Indrio in Un amico straordinario

Da doppiatore è stato sostituito da:
- Gianluca Solombrino in Indiana Jones e l'antico cerchio